# Restaurant Tattersall

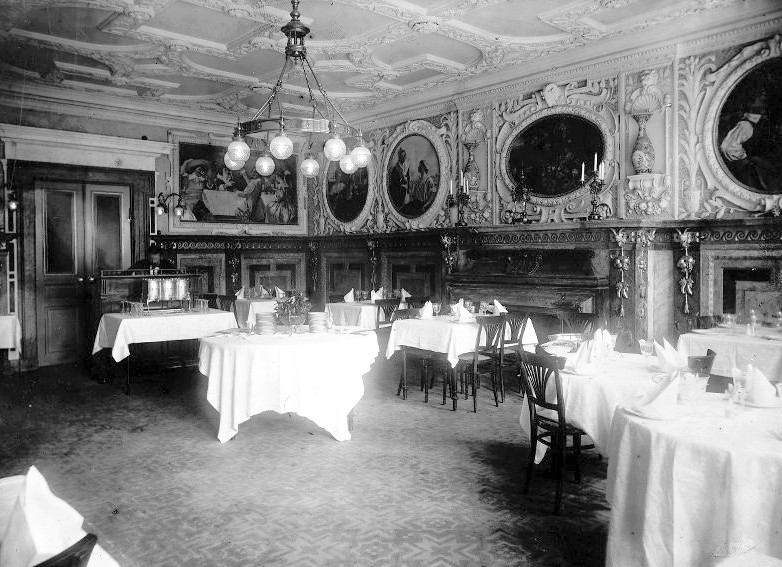
Restaurant Tattersalls matsal, ca 1900.

Restaurant Tattersall var en restaurang som började sin verksamhet i december 1898 i nöjesetablissemangen Tattersall vid Grev Turegatan 16 på Östermalm i Stockholm. Restaurangen fanns kvar under samma namn fram till 1969, idag ligger restaurangen Grodan i delar av Tattersall gamla lokaler.

## Historik

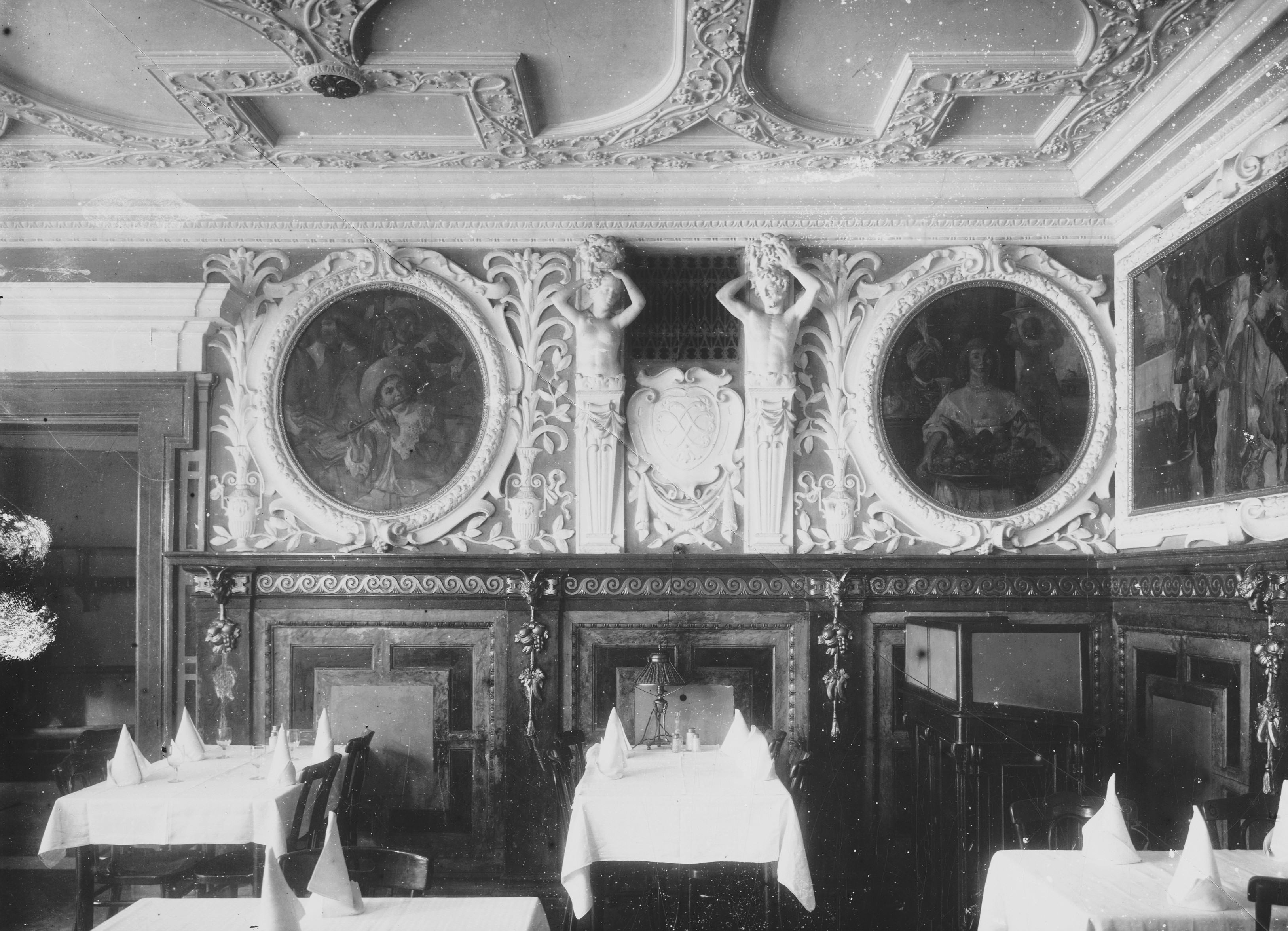
Matsalen omkring 1900.

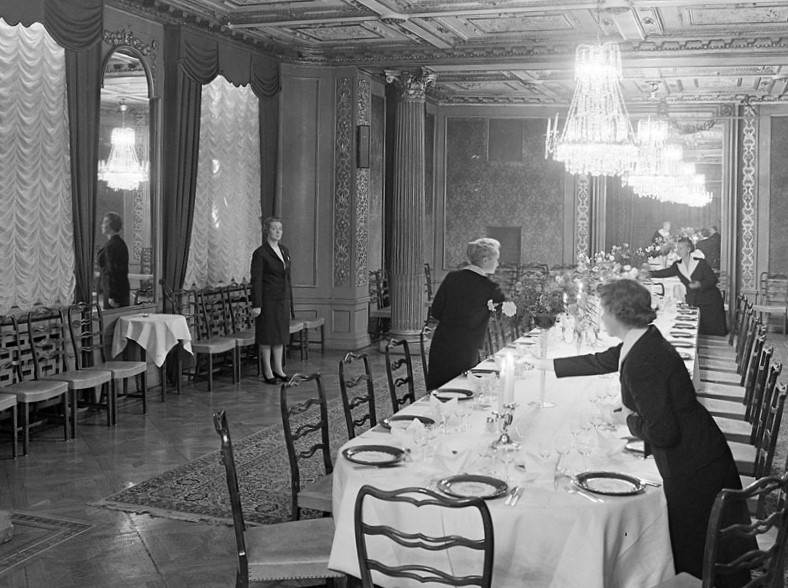
Tattersall på 1960-talet.

Huset i fastigheten Riddaren 10 uppfördes 1896–1898 efter ritningar av arkitekterna Kasper Salin och Gustaf Lindgren. Det blev Sveriges första och enda så kallade Tattersall, en typ av elegant och mycket påkostad ridhus och ridstall efter brittiskt mönster som skapats redan 1796 av stallmästaren Richard Tattersall. Till anläggningen hörde utöver olika ridevenemang även lawntennis och velocipedåkning samt "refreshment rooms".
Stockholms Tattersall och tillhörande restaurang med samma namn grundades och drevs av Stockholms Tattersall AB. Restaurangens lokaler omfattade ridanläggningens matsal och festvåning. Interiören var överdådig gestaltad med sidentapeter, förgyllningar, stuck och speglar. Väggarna var dekorerade med målningar inramade med stuck och visande olika stockholmsmotiv skapade av C. Hellström, troligen en kapten vid  Svea artilleriregemente som bedrev konststudier i Tyskland och Frankrike. 
Den första källarmästaren hette C.J. du Puy. Många av dåtidens kändisar  besökte Tattersall, bland dem den unge Hjalmar Söderberg och hans brud Märta som intog sin bröllopsmiddag i Tattersalls festvåning i januari 1899. Trots publik framgång gick Stockholms Tattersall AB redan efter två år i konkurs på grund av bristande lönsamhet och den dyrbara driften. Ridverksamheten avvecklades, bara Restaurant Tattersall fortsatte dock under ny regi med källarmästare Ludvig Wahlman. Han lyckades på kort tid att förvandla sin restaurang till ett populärt ställe i Stockholm. 
I mars 1913 utbröt den vid tiden omtalade branden på Tattersall varvid gårdsbyggnaderna med ridanläggningen totalförstördes och gatubyggnadens vindsvåning likaså. Restaurangens lokaler klarade sig med mindre skador och reparerades. 1919 övertogs fastighetens ägarskap av Kungliga Ingenjörsvetenskapsakademien. 
Från och med 1924 leddes restaurangen av Waldemar Ekegårdh (1879–1948). Då tillkom den så kallade ”engelska matsalen” som ursprungligen var en lägenhet på övervåningen. Under Ekegårdh bytte stället namn till Ekegårdhs. 1926 återinfördes det gamla namnet igen när källarmästare Gustaf Berg med hustru Greta tillträdde. Namnet blev klassiskt i Stockholms restaurangliv och påminde om husets ursprungliga användning. De drev Tattersall fram till försäljningen 1938, då Gustaf fyllde 60 och Greta 52 år.
Trots skiftande ledning behöll Tattersall sitt namn fram till 1969. På 1970-talet drevs restaurangen under namnet Bolaget av krögaren och "nöjeskungen" Sten Holmqvist. 1985 fick restaurangen med kocken Hans Mörk en ny ledning och namnet La Grenouille introducerades, vilket betyder "grodan" på franska. Grodan blev sedan ett mera folkligt namnet och så heter restaurangen fortfarande idag. I Grodans matsal kan de ursprungliga takmålningarna fortfarande ses. Grodan ingår i Groupe Grenouille tillsammans med Brasseriet, Strömterrassen och Guldterrassen i Operahuset. 

## Nutida bilder

Tattersalls historiska matsal i dagens Restaurang Grodan
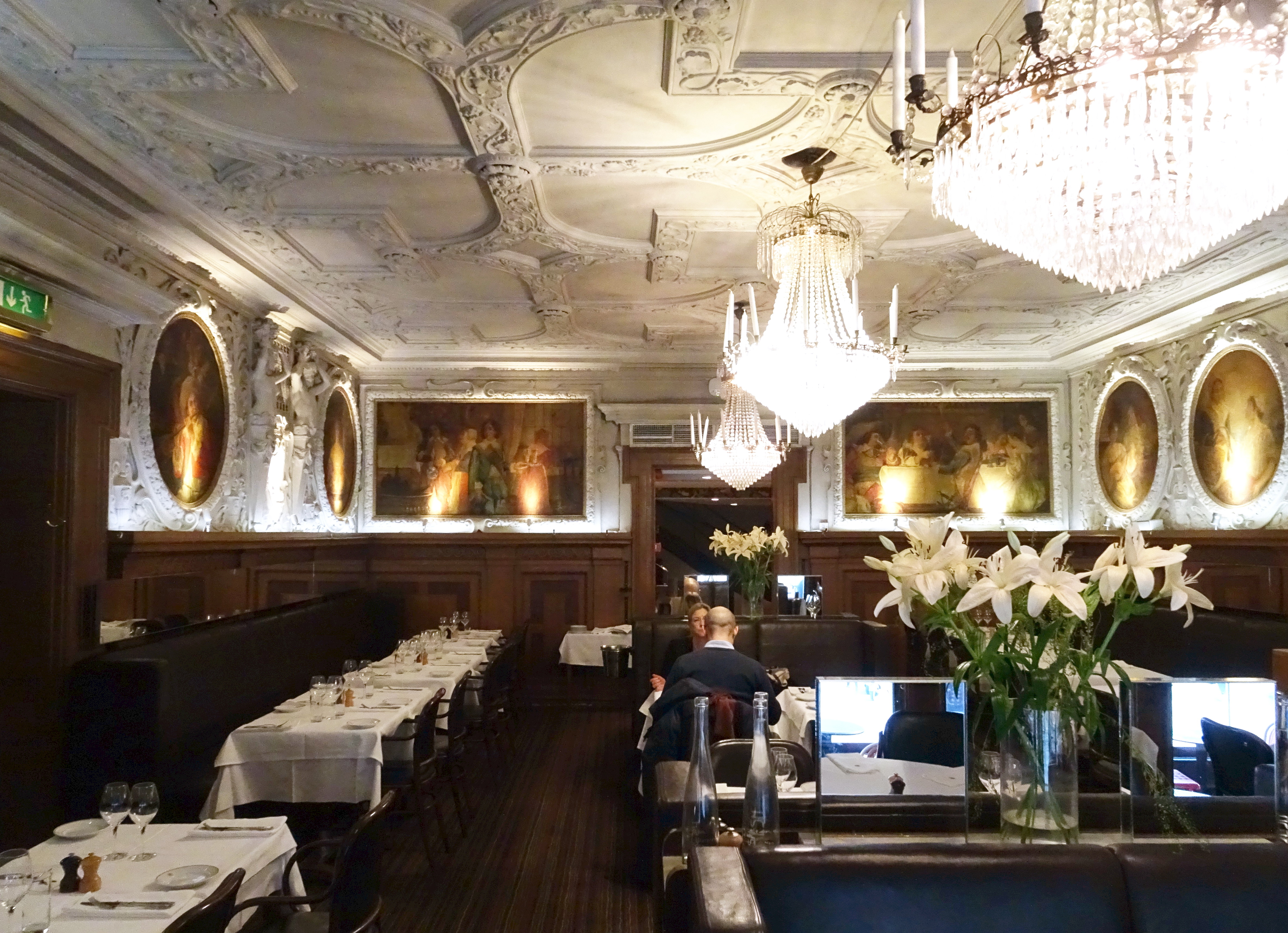
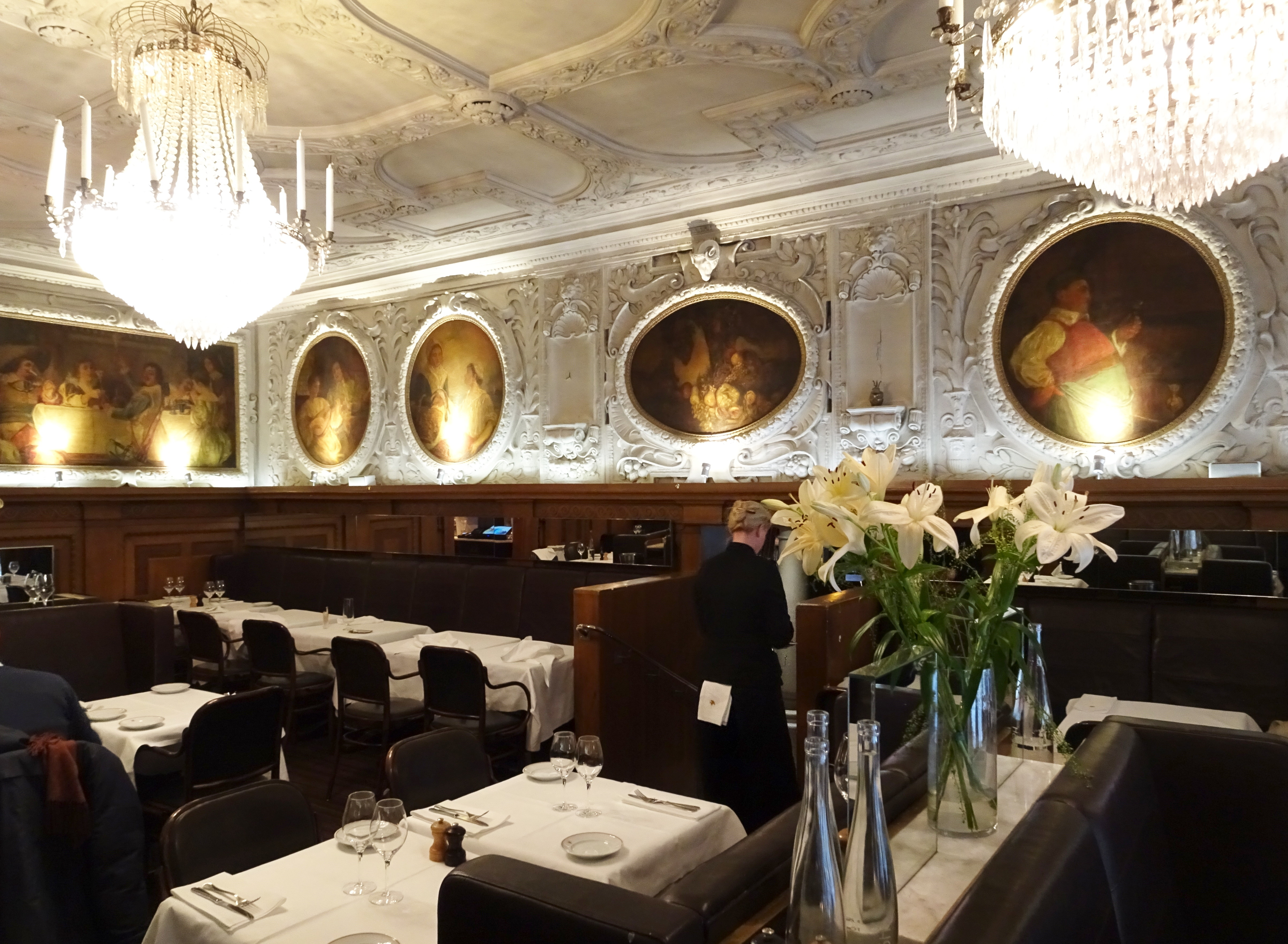
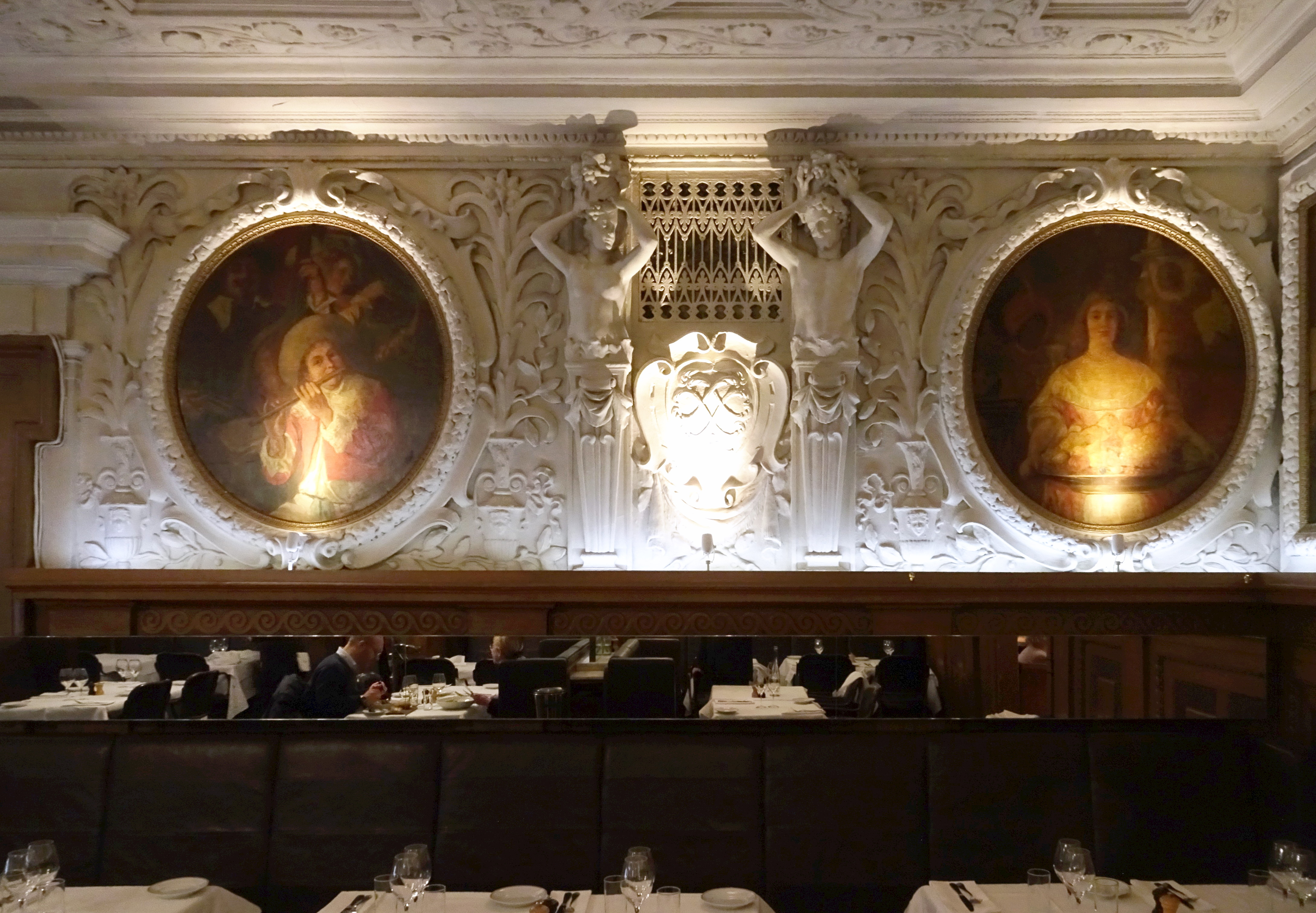
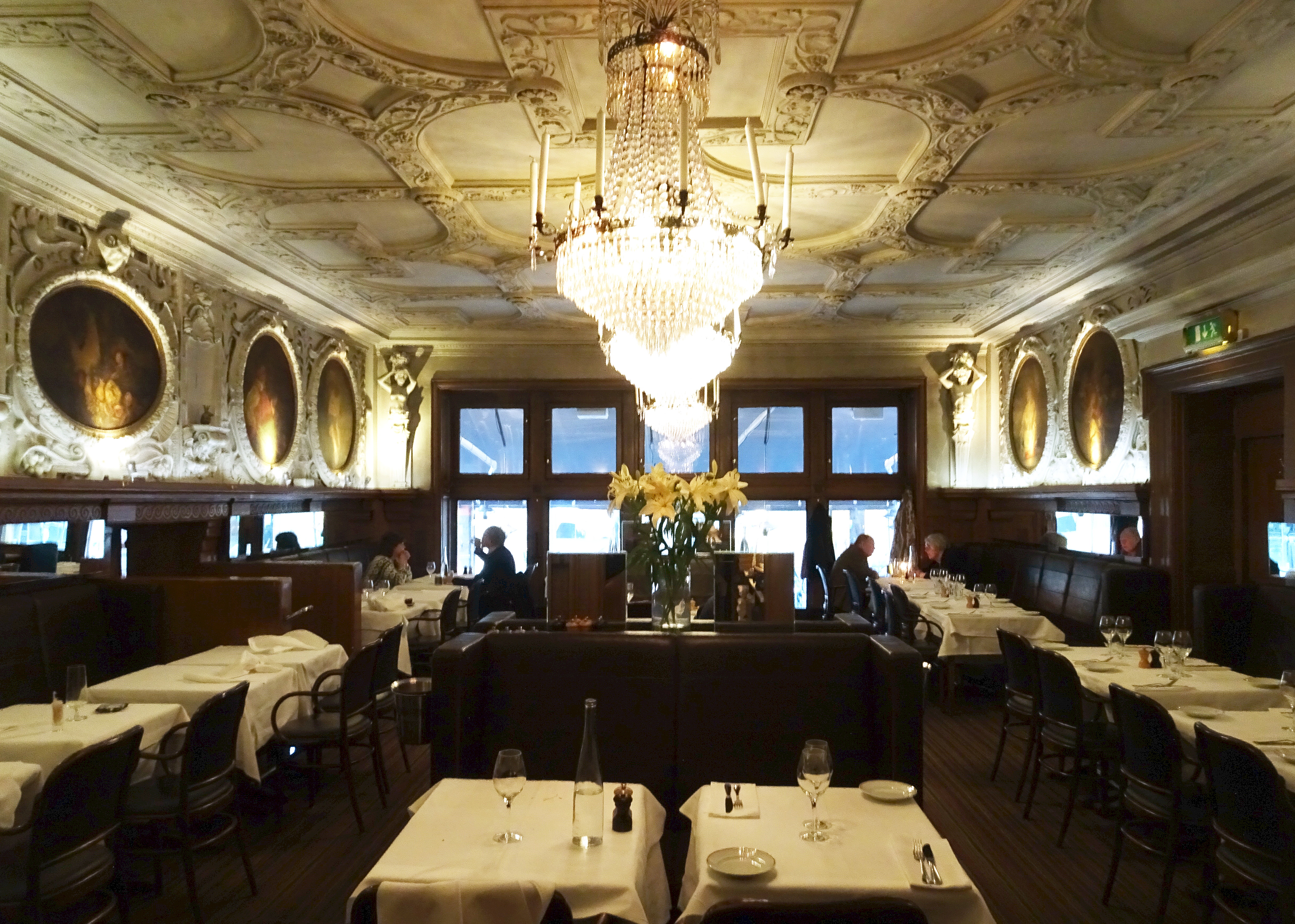